# Campeonato Europeo de Balonmano Femenino de 2006
El VII Campeonato Europeo de Balonmano Femenino se celebró en Suecia entre el 7 y el 17 de diciembre de 2006 bajo la organización de la Federación Europea de Balonmano (EHF) y la Federación Sueca de Balonmano.

## Sedes
| Grupo              | Ciudad     | Instalación     | Capacidad |
| ------------------ | ---------- | --------------- | --------- |
| A                  | Skövde     | Arena Skövde    | 2500      |
| B y I              | Gotemburgo | Scandinavium    | 12 000    |
| C, II y fase final | Estocolmo  | Hovet           | 8500      |
| D                  | Malmö      | Baltiska Hallen | 5000      |

## Grupos
| Grupo A             | Grupo B   | Grupo C | Grupo D      |
| ------------------- | --------- | ------- | ------------ |
| Hungría             | Alemania  | Rusia   | España       |
| Austria             | Polonia   | Croacia | Países Bajos |
| Macedonia del Norte | Noruega   | Ucrania | Dinamarca    |
| Serbia              | Eslovenia | Suecia  | Francia      |

## Primera ronda

### Grupo A
| Equipo              | J | G | E | P | GF  | GC | DG  | PTS |
| ------------------- | - | - | - | - | --- | -- | --- | --- |
| Hungría             | 3 | 3 | 0 | 0 | 107 | 72 | +35 | 6   |
| Austria             | 3 | 2 | 0 | 1 | 83  | 94 | -11 | 4   |
| Macedonia del Norte | 3 | 1 | 0 | 2 | 72  | 81 | -9  | 2   |
| Serbia              | 3 | 0 | 0 | 3 | 77  | 92 | -15 | 0   |

- Resultados

| Fecha    | Hora² | Partido¹            | Partido¹ | Partido¹            | Resultado |
| -------- | ----- | ------------------- | -------- | ------------------- | --------- |
| 07.12.06 | 18:00 | Serbia              | -        | Macedonia del Norte | 23-25     |
| 07.12.06 | 20:15 | Hungría             | -        | Austria             | 42-23     |
| 08.12.06 | 18:00 | Austria             | -        | Serbia              | 32-27     |
| 08.12.06 | 20:15 | Macedonia del Norte | -        | Hungría             | 22-30     |
| 10.12.06 | 15:00 | Austria             | -        | Macedonia del Norte | 28-25     |
| 10.12.06 | 17:15 | Hungría             | -        | Serbia              | 35-27     |

- (¹) -  Todos en Skövde
- (²) -  Hora local de Suecia (UTC +1)

### Grupo B
| Equipo    | J | G | E | P | GF  | GC  | DG  | PTS |
| --------- | - | - | - | - | --- | --- | --- | --- |
| Noruega   | 3 | 3 | 0 | 0 | 102 | 63  | +39 | 6   |
| Alemania  | 3 | 2 | 0 | 1 | 83  | 77  | +6  | 4   |
| Polonia   | 3 | 1 | 0 | 2 | 75  | 92  | -17 | 2   |
| Eslovenia | 3 | 0 | 0 | 3 | 80  | 108 | -28 | 0   |

- Resultados

| Fecha    | Hora² | Partido¹  | Partido¹ | Partido¹  | Resultado |
| -------- | ----- | --------- | -------- | --------- | --------- |
| 07.12.06 | 17:00 | Alemania  | -        | Polonia   | 30-20     |
| 07.12.06 | 19:15 | Noruega   | -        | Eslovenia | 43-20     |
| 08.12.06 | 17:00 | Eslovenia | -        | Alemania  | 30-31     |
| 08.12.06 | 19:15 | Polonia   | -        | Noruega   | 21-32     |
| 10.12.06 | 14:15 | Eslovenia | -        | Polonia   | 30-34     |
| 10.12.06 | 16:30 | Noruega   | -        | Alemania  | 27-22     |

- (¹) -  Todos en Gotemburgo
- (²) -  Hora local de Suecia (UTC +1)

### Grupo C
| Equipo  | J | G | E | P | GF | GC | DG  | PTS |
| ------- | - | - | - | - | -- | -- | --- | --- |
| Rusia   | 3 | 3 | 0 | 0 | 97 | 69 | +28 | 6   |
| Croacia | 3 | 2 | 0 | 1 | 67 | 70 | -3  | 4   |
| Suecia  | 3 | 1 | 0 | 2 | 57 | 69 | -12 | 2   |
| Ucrania | 3 | 0 | 0 | 3 | 73 | 86 | -13 | 0   |

- Resultados

| Fecha    | Hora² | Partido¹ | Partido¹ | Partido¹ | Resultado |
| -------- | ----- | -------- | -------- | -------- | --------- |
| 07.12.06 | 17:45 | Rusia    | -        | Croacia  | 27-22     |
| 07.12.06 | 20:15 | Ucrania  | -        | Suecia   | 18-22     |
| 09.12.06 | 15:00 | Croacia  | -        | Ucrania  | 24-23     |
| 09.12.06 | 17:15 | Suecia   | -        | Rusia    | 15-30     |
| 10.12.06 | 14:00 | Rusia    | -        | Ucrania  | 40-32     |
| 10.12.06 | 16:15 | Croacia  | -        | Suecia   | 21-20     |

- (¹) -  Todos en Estocolmo
- (²) -  Hora local de Suecia (UTC +1)

### Grupo D
| Equipo       | J | G | E | P | GF | GC | DG  | PTS |
| ------------ | - | - | - | - | -- | -- | --- | --- |
| España       | 3 | 2 | 0 | 1 | 78 | 67 | +11 | 4   |
| Dinamarca    | 3 | 2 | 0 | 1 | 77 | 71 | +6  | 4   |
| Francia      | 3 | 2 | 0 | 1 | 76 | 74 | +2  | 4   |
| Países Bajos | 3 | 0 | 0 | 3 | 65 | 84 | -19 | 0   |

- Resultados

| Fecha    | Hora² | Partido¹     | Partido¹ | Partido¹     | Resultado |
| -------- | ----- | ------------ | -------- | ------------ | --------- |
| 07.12.06 | 18:00 | España       | -        | Países Bajos | 26-16     |
| 07.12.06 | 20:15 | Dinamarca    | -        | Francia      | 20-24     |
| 09.12.06 | 18:00 | Francia      | -        | España       | 24-28     |
| 09.12.06 | 20:15 | Países Bajos | -        | Dinamarca    | 23-30     |
| 10.12.06 | 16:15 | Dinamarca    | -        | España       | 27-24     |
| 10.12.06 | 18:30 | Francia      | -        | Países Bajos | 28-26     |

- (¹) -  Todos en Malmö
- (²) -  Hora local de Suecia (UTC +1)

## Segunda ronda
Clasifican 12 equipos (los tres mejores de cada grupo) y forman dos nuevos grupos, el I con los tres mejores de los grupos A y B respectivamente, y el grupo II con los de los grupos C y D. Compiten entre sí con los puntos que ya habían logrado en la ronda anterior, pero quitándoles los puntos que obtuvieron al jugar con el equipo no clasificado.

### Grupo I
| Equipo              | J | G | E | P | GF  | GC  | DG  | PTS |
| ------------------- | - | - | - | - | --- | --- | --- | --- |
| Noruega             | 5 | 5 | 0 | 0 | 160 | 111 | +49 | 10  |
| Alemania            | 5 | 4 | 0 | 1 | 143 | 116 | +27 | 8   |
| Hungría             | 5 | 3 | 0 | 2 | 167 | 134 | +33 | 6   |
| Polonia             | 5 | 2 | 0 | 3 | 130 | 156 | -26 | 4   |
| Austria             | 5 | 1 | 0 | 4 | 121 | 173 | -52 | 2   |
| Macedonia del Norte | 5 | 0 | 0 | 5 | 113 | 144 | -31 | 0   |

- Resultados

| Fecha    | Hora² | Partido¹            | Partido¹ | Partido¹ | Resultado |
| -------- | ----- | ------------------- | -------- | -------- | --------- |
| 12.12.06 | 15:00 | Macedonia del Norte | -        | Polonia  | 33-35     |
| 12.12.06 | 17:00 | Hungría             | -        | Alemania | 27-34     |
| 12.12.06 | 19:15 | Austria             | -        | Noruega  | 24-39     |
| 13.12.06 | 15:00 | Hungría             | -        | Polonia  | 37-21     |
| 13.12.06 | 17:00 | Austria             | -        | Alemania | 22-34     |
| 13.12.06 | 19:15 | Macedonia del Norte | -        | Noruega  | 13-28     |
| 14.12.06 | 15:00 | Austria             | -        | Polonia  | 24-33     |
| 14.12.06 | 17:00 | Macedonia del Norte | -        | Alemania | 20-23     |
| 14.12.06 | 19:15 | Hungría             | -        | Noruega  | 31-34     |

- (¹) -  Todos en Gotemburgo
- (²) -  Hora local de Suecia (UTC +1)

### Grupo II
| Equipo    | J | G | E | P | SG  | SP  | DS  | PTS |
| --------- | - | - | - | - | --- | --- | --- | --- |
| Rusia     | 5 | 5 | 0 | 0 | 145 | 112 | +33 | 10  |
| Francia   | 5 | 3 | 0 | 2 | 122 | 117 | +5  | 6   |
| Suecia    | 5 | 2 | 0 | 3 | 109 | 120 | -11 | 4   |
| Croacia   | 5 | 2 | 0 | 3 | 117 | 120 | -3  | 4   |
| España    | 5 | 2 | 0 | 3 | 124 | 133 | -9  | 4   |
| Dinamarca | 5 | 1 | 0 | 4 | 118 | 133 | -15 | 2   |

- Resultados

| Fecha    | Hora² | Partido¹ | Partido¹ | Partido¹  | Resultado |
| -------- | ----- | -------- | -------- | --------- | --------- |
| 12.12.06 | 16:00 | Croacia  | -        | España    | 27-29     |
| 12.12.06 | 18:00 | Rusia    | -        | Francia   | 25-24     |
| 12.12.06 | 20:15 | Suecia   | -        | Dinamarca | 27-22     |
| 13.12.06 | 16:00 | Croacia  | -        | Francia   | 21-22     |
| 13.12.06 | 18:00 | Suecia   | -        | España    | 24-19     |
| 13.12.06 | 20:15 | Rusia    | -        | Dinamarca | 32-27     |
| 14.12.06 | 16:00 | Suecia   | -        | Francia   | 23-28     |
| 14.12.06 | 18:00 | Croacia  | -        | Dinamarca | 26-22     |
| 14.12.06 | 20:15 | Rusia    | -        | España    | 31-24     |

- (¹) -  Todos en Estocolmo
- (²) -  Hora local de Suecia (UTC +1)

## Fase final
|  | Semifinales | Semifinales |    |          | Final         | Final |  |
|  |             |             |    |          |               |       |  |
|  |             |             |    |          |               |       |  |
|  |             |             |    |          |               |       |  |
|  | Rusia       | 33          |    |          |               |       |  |
|  | Alemania    | 29          |    |          |               |       |  |
|  |             |             |    |          |               |       |  |
|  |             |             |    |          |               |       |  |
|  |             |             |    |          | Rusia         | 24    |  |
|  |             | Noruega     | 27 |          |               |       |  |
|  |             |             |    |          |               |       |  |
|  |             |             |    |          |               |       |  |
|  |             |             |    |          | Tercer Puesto |       |  |
|  |             |             |    |          |               |       |  |
|  | Francia     | 24          |    | Alemania | 25            |       |  |
|  | Noruega     | 28          |    |          | Francia       | 29    |  |

### Semifinales
| Fecha    | Hora² | Partido¹ | Partido¹ | Partido¹ | Resultado |
| -------- | ----- | -------- | -------- | -------- | --------- |
| 16.12.06 | 14:30 | Alemania | -        | Rusia    | 29-33     |
| 16.12.06 | 17:00 | Noruega  | -        | Francia  | 28-24     |

- (¹) -  En Estocolmo
- (²) -  Hora local de Suecia (UTC +1)

### Tercer lugar
| Fecha    | Hora² | Partido¹ | Partido¹ | Partido¹ | Resultado |
| -------- | ----- | -------- | -------- | -------- | --------- |
| 17.12.06 | 13:30 | Alemania | -        | Francia  | 25-29     |

### Final
| Fecha    | Hora² | Partido¹ | Partido¹ | Partido¹ | Resultado |
| -------- | ----- | -------- | -------- | -------- | --------- |
| 17.12.06 | 16:00 | Rusia    | -        | Noruega  | 24-27     |

- (¹) -  En Estocolmo
- (²) -  Hora local de Suecia (UTC +1)

## Medallero
|         |       |         |
| Noruega | Rusia | Francia |

### Clasificación general
| 1. Noruega              |
| 2. Rusia                |
| 3. Francia              |
| 4. Alemania             |
| 5. Hungría              |
| 6. Suecia               |
| 7. Croacia              |
| 8. Polonia              |
| 9. España               |
| 10. Austria             |
| 11. Dinamarca           |
| 12. Macedonia del Norte |
| 13. Ucrania             |
| 14. Serbia              |
| 15. Países Bajos        |
| 16. Eslovenia           |

- Datos: Q482588